# Welserschloss I (Neunhof)

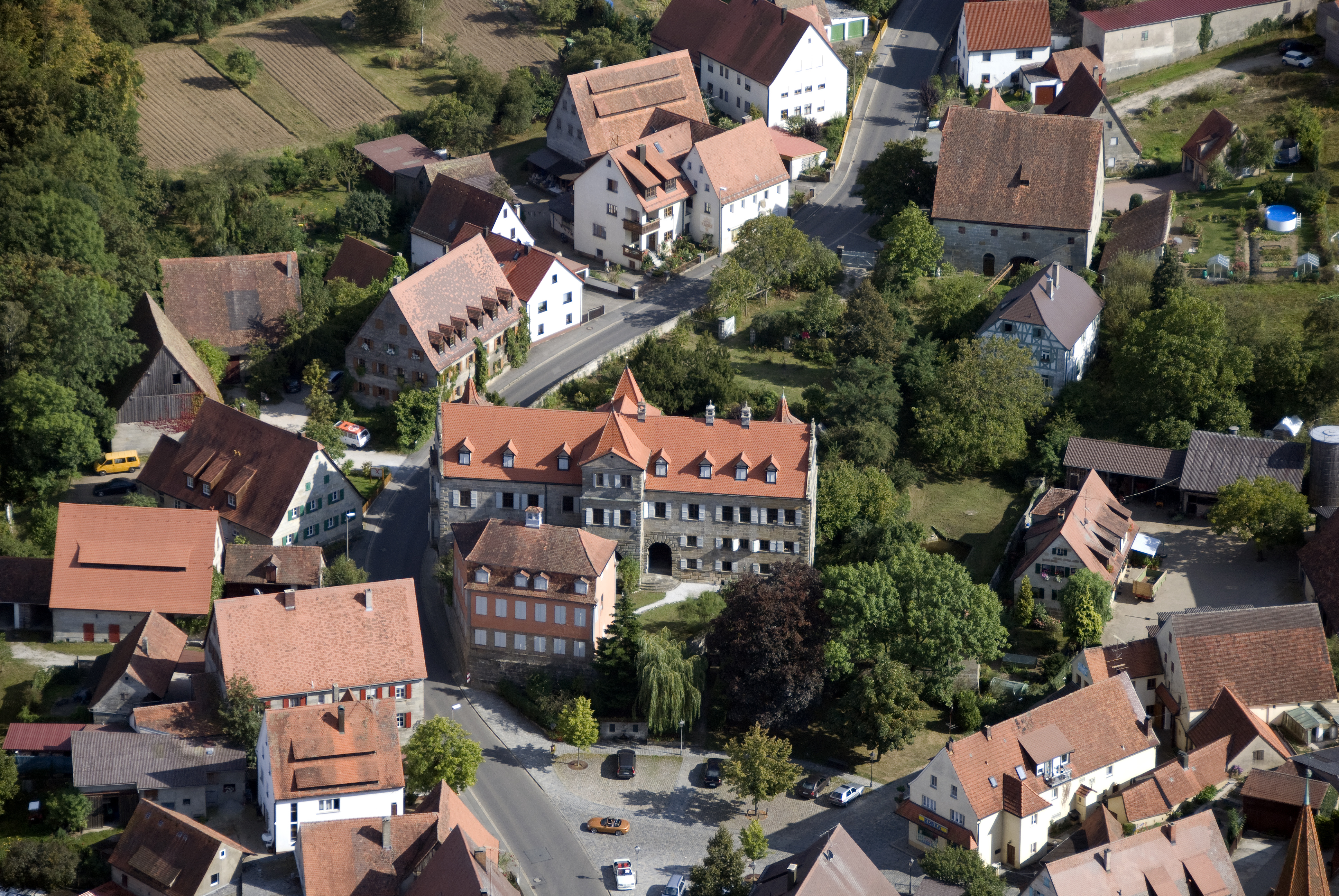
Welserschloss (Neunhof)

Das denkmalgeschützte Welserschloss I steht in Neunhof, einem Gemeindeteil der Stadt Lauf an der Pegnitz im Landkreis Nürnberger Land in Mittelfranken in Bayern. Das Bauwerk ist unter der Denkmalnummer D-5-74-138-234 als Baudenkmal in der Bayerischen Denkmalliste eingetragen.

## Beschreibung
Mit dem Bau des Schlosses wurde 1612 begonnen. Im Dreißigjährigen Krieg brannte das Gebäude unvollendet aus. 1688–95 wurde ein Neubau in Formen der Renaissance nach den alten Plänen errichtet. Das sogenannte Hauptschloss besteht aus einem langgestreckten dreigeschossigen Gebäudekomplex aus Quadermauerwerk, der in der Mitte von einem Quergebäude, das im Erdgeschoss das Vestibül beherbergt, geteilt wird, das beiderseits ein zweiachsiges Zwerchhaus hat, dessen Giebel mit einem Pyramidendach bekrönt wird. Seitlich des Gebäudes befindet sich je ein Risalit, der ebenfalls ein Pyramidendach trägt. Der Innenausbau zog sich bis in die 1730er Jahre hin. Den Stuck an der Decke im Saal des Obergeschosses hat Donato Polli gestaltet.

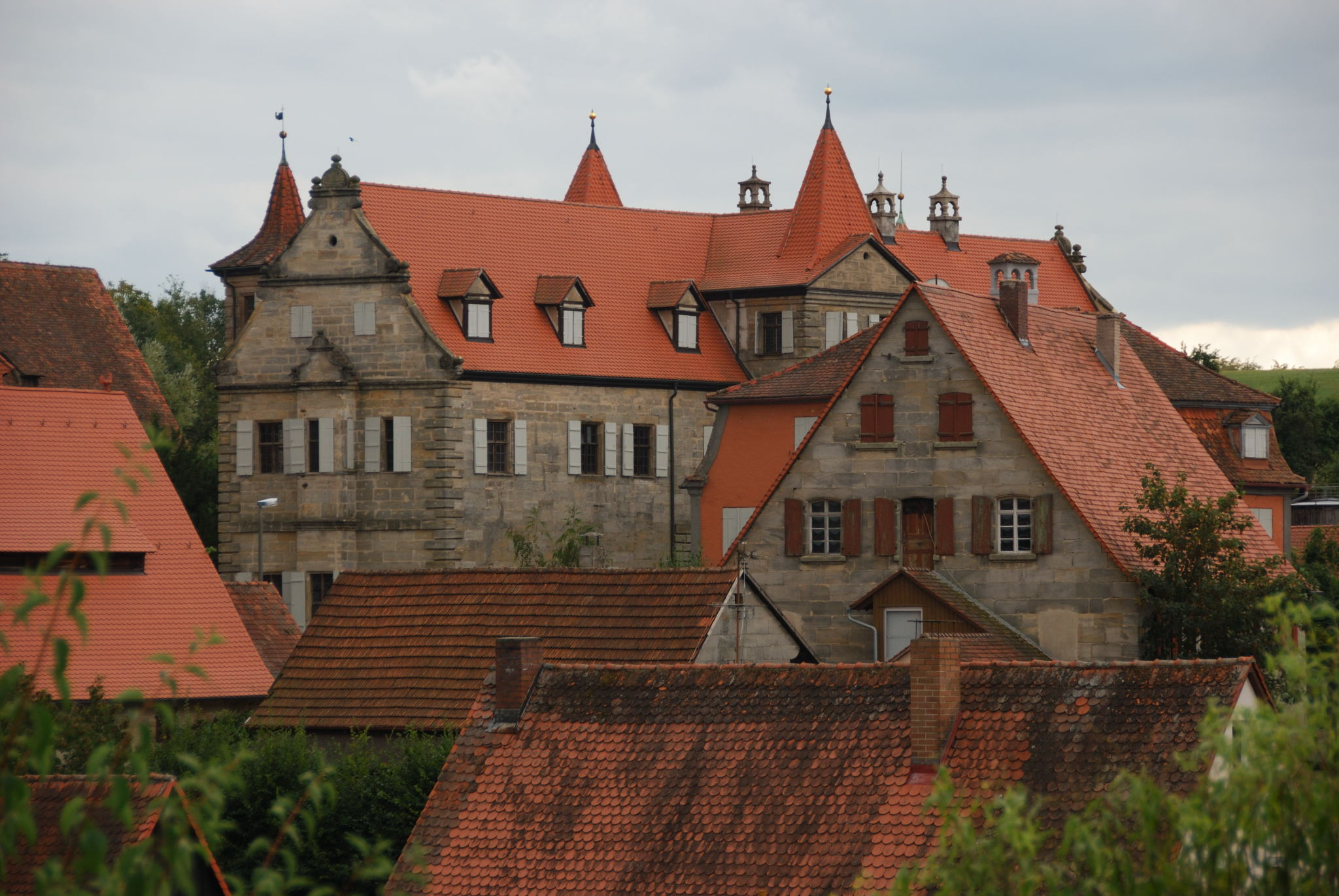
Welserschloss (Neunhof)

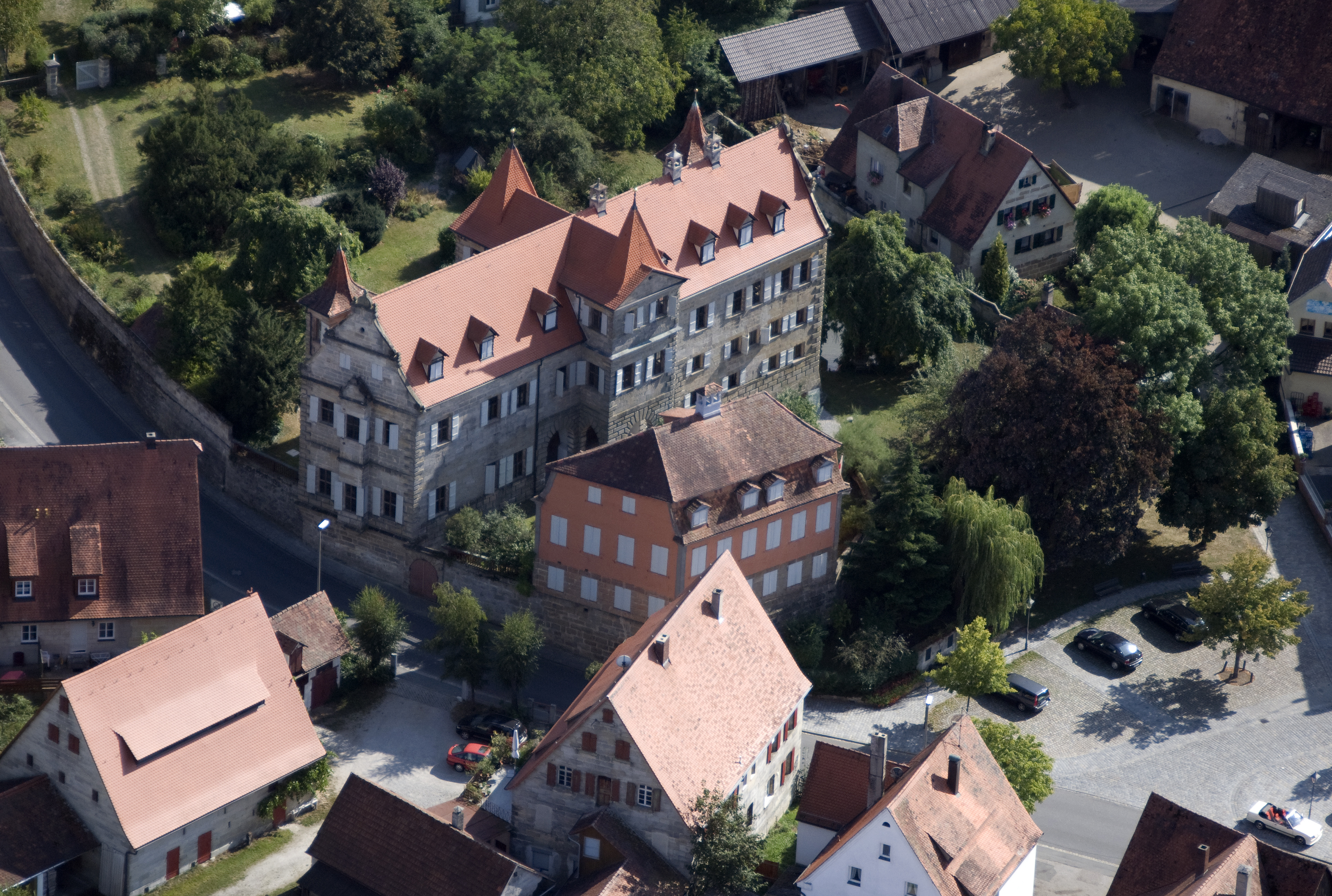